# معاهدة صفر

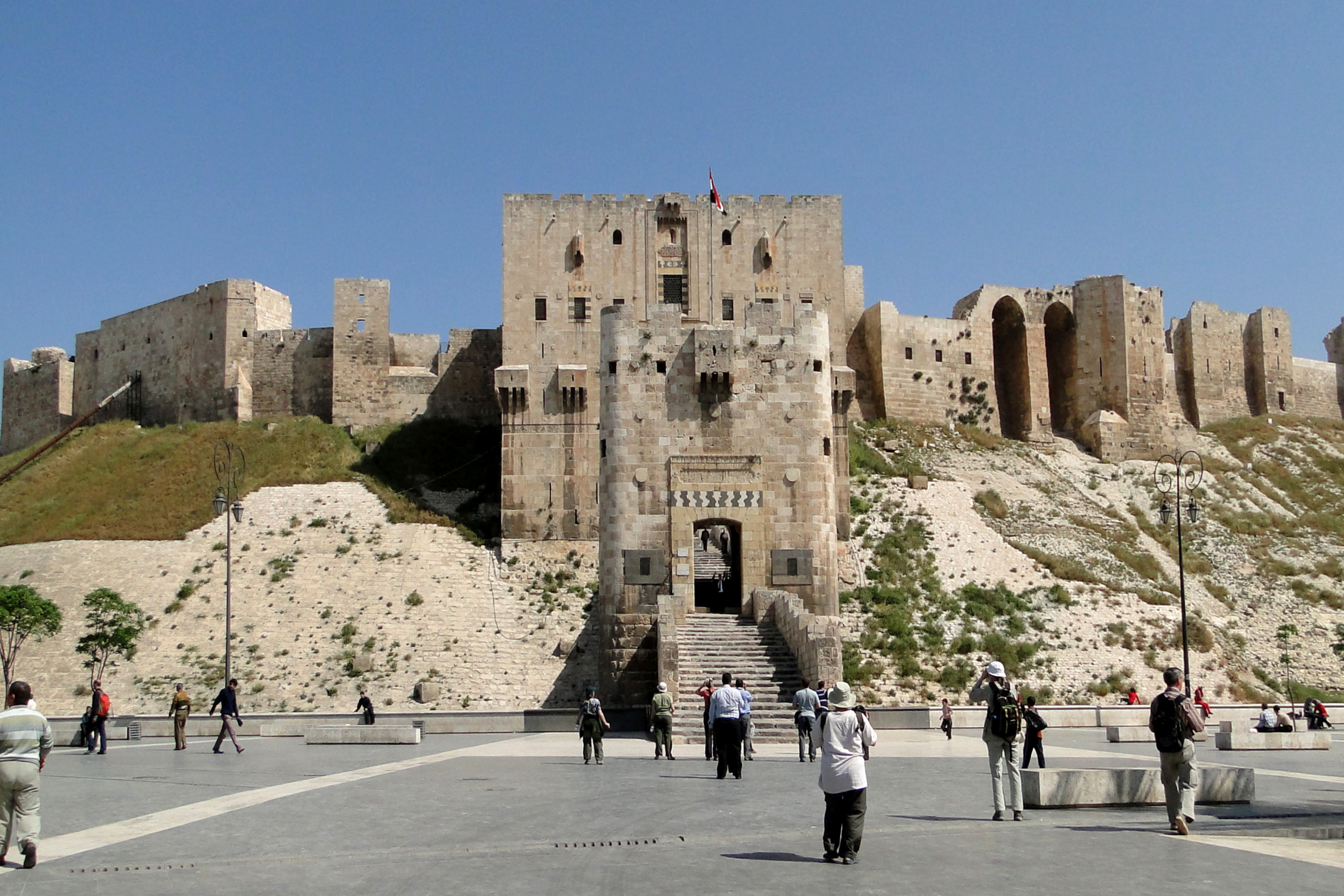

وضعت معاهدة صفر نهاية رسمية للانهيار الممتد للأسرة الحمدانية. تم التوقيع عليها في كانون الأول 969 / كانون الثاني 970 بين البيزنطيين يترأسهم بطرس، والوزير السابق للحمدانيين والثائرين قرغوي. بعد وفاة الأمير الحمداني سيف الدولة في عام 967، سرعان ما غطى التمرد الحمدانيين، وتفككت السلالة في حالة من الفوضى والاضطراب. رأى البيزنطيون في ذلك فرصةً للسيطرة أخيرًا على حلب. سرعان ما اقترب بطرس من حلب، واستولى على المدينة في كانون الثاني 970.

## الشروط
وُقعَت المعاهدة في وقت ما في شهر صفر 359 هـ (14 كانون الأول 969 - 11 كانون الثاني 970 م) بين بطرس وقرغوي. جعلَت المعاهدة إمارة حلب دولةً رافدةً بيزنطيةً. وكجزء من شروط المعاهدة، تم إنشاء تحالف دفاعي بين البيزنطة وحلب. كما نصَّت على عدم اضطهاد المتحولين إلى دين من أي من الجانبين؛ منعَت المعاهدة أي جيش لأي دولة إسلامية من المرور عبر حلب؛ كما أقرَّت إرسال جزية سنوية إلى القسطنطينية؛ وشرَّعَت للإمبراطور البيزنطي ترشيح أي أمير مستقبلي لحلب، وأخضعَت أجزاءً من إمارة حلب للحكم البيزنطي. أثبتت المعاهدة أن لها تأثيرًا دائمًا لفترة طويلة نسبيًا.
وفقًا لشروطها، فإن معظم شمال سوريا (والتي تُمثل اليوم أجزاءً من شمال سوريا ولبنان) سيخضع للحكم البيزنطي. لذا بدأت حدود جديدة بين شمال طرابلس وعرقة (الواقعة في لبنان الآن)، ثم انتقلت شرقًا حتى نهر العاصي. من هناك اتبعت مسارها شمالًا، ولكن على ما يبدو إلى حد ما إلى الغرب من النهر الفعلي، حيث لم تكن مدن مثل شيزر والرفنيةعلى ما يبدو تحت السيطرة البيزنطية. وعلى طول الحدود، سيحتفظ العرب بحماة والجوسية والسلمية والأفاميا وكفرطاب. أما المرتفعات الواقعة شرقي نهر عفرين، تاركة واديها الخصب فسيستولي عليها البيزنطيون. وسيحتفظ العرب بالسيطرة على كتلة جبل السماق (تُعرف اليوم بجبال حارم) مع بلدات معرة النعمان ومعرة مصرين وقنسرين والجزء الشرقي من جبل الحلقة والجزء الأكبر من جبل سمعان مع الأتارب والبلاط، وأرحاب، وباصوفان، وكيمار. وشكل جبل الأعلى وجبل باريشا (يُعرفا اليوم بجبال حارم) والجزء الغربي من جبل الحلقة وقلعة دير سمعان الجانب البيزنطي من الحدود. ثم اتبعت الحدود طرف السهل غربي جبل برصايا ووادي أبي سليمان وأعزاز وكلس حتى ممر السنيب الذي حدده إرنست هونيجمان عند منابع نهر قويق. ومن هناك اتجهت الحدود شرقًا، مرورًا بشمال نفودة وأونة وتل خالد حتى نهر الساجور، ثم تبعها حتى تقاطعها مع نهر الفرات.
سيعترف الإمبراطور البيزنطي بقرغوي باعتباره الأمير الشرعي وملازمه بكجور وريثه. ولكن بعد ذلك، سيكون من حق الإمبراطور تعيين الأمير والقاضي من بين سكان المدينة. وفي المقابل، تدفع حلب وأراضيها جزيةً إلى البيزنطة بحدود 700000 درهمًا فضيًّا سنويًا، أو ضريبة رأس قدرها دينار ذهبي واحد (ما يعادل 16 درهمًا). علاوةً على ذلك، سيُعيَّن مسؤول إمبراطوري في المدينة لتحصيل ضريبة بنسبة 10٪ على جميع السلع المستوردة من الأراضي البيزنطية، وسيُرغَم أمراء حلب إلى منع أي جيش إسلامي أو عربي من المرور عبر أراضيهم، وسيتوجب عليهم تقديم معلومات استخبارية عن هذه الجيوش للبيزنطة، كما سيُرغمون على تقديم المساعدة العسكرية لأي جيش بيزنطي يعمل في سوريا. وسيضمنون المكانة القانونية والأمنية للمسيحيين في منطقة حلب، ويتوجب عليهم إعادة أي عبد أو لص هرب من الأراضي البيزنطية، وتسليم أي جاسوس أو جندي مسلم جاء لجمع المعلومات الاستخبارية عن البيزنطيين.

## آثار المعاهدة
سيطر البيزنطيون بشكل مباشرة على حلب وإمارتها بموجب المعاهدة، واستفاد البيزنطيون أيضًا بشكل مباشر من تدفق جديد للتجارة في المنطقة. كما أمنوا خط دفاع لأنطاكية بشكل كبير. احترم الحمدانيون والبيزنطيون المعاهدة بشكل عام على مدى الخمسين عامًا التالية، على الرغم من المحاولات المكثفة للدولة الفاطمية لتحرير حلب.